# Aleksiej Bałałujew
Aleksiej Andriejewicz Bałałujew (ros. Алексей Андреевич Балалуев, ur. 29 września 1914 we wsi Cymbułowa w powiecie bołchowskim w guberni orłowskiej, zm. 9 sierpnia 1946 w obwodzie moskiewskim) – radziecki lotnik wojskowy, major, Bohater Związku Radzieckiego (1945).

## Życiorys
Do 1930 skończył 7 klas szkoły wiejskiej, od 1930 mieszkał w mieście Kolczugino, gdzie w 1931 ukończył szkołę uniwersytetu fabryczno-zawodowego, pracował jako elektromonter w fabryce, od 1933 mieszkał w Moskwie, gdzie również pracował jako elektromonter. W 1936 ukończył centralny aeroklub w Tuszynie, od marca 1936 służył w Armii Czerwonej, w listopadzie 1936 ukończył wojskową szkołę lotniczą w Orenburgu, a w listopadzie 1937 kursy dowódców kluczy przy wojskowej szkole lotniczej w Borisoglebsku. Był lotnikiem, dowódcą klucza i pomocnikiem dowódcy eskadry w pułkach lotnictwa myśliwskiego w Białoruskim i Nadbałtyckim Specjalnym Okręgu Wojskowym, od czerwca 1941 uczestniczył w wojnie z Niemcami na Froncie Północno-Zachodnim. Od czerwca 1941 do października 1942 był kolejno pomocnikiem dowódcy i dowódcą eskadry i zastępcą dowódcy 21 pułku lotnictwa myśliwskiego, od grudnia 1941 do października 1942 walczył na Froncie Kalinińskim, brał udział w walkach w rejonie nadbałtyckim i w operacji rżewsko-syczewskiej, 9 października 1942 został ciężko ranny w walce powietrznej i do marca 1943 przebywał na leczeniu. 
W 1943 otrzymał stopień majora. Od kwietnia 1943 do czerwca 1944 był komenderowany do Chin jako instruktor techniki pilotażu lotnictwa myśliwskiego, w lipcu 1944 został instruktorem w Zarządzie Lotnictwa Myśliwskiego Głównego Zarządu Przysposobienia Bojowego Lotnictwa Frontowego Sił Powietrznych Armii Czerwonej; pełniąc tę funkcję wielokrotnie jeździł na front i wykonywał loty bojowe. W lutym i marcu 1945 na 1 Froncie Ukraińskim brał udział w operacji górnośląskiej, wykonując 31 lotów bojowych, stoczył wówczas 8 walk powietrznych i strącił 5 samolotów wroga. Łącznie podczas wojny wykonał 345 lotów bojowych i stoczył 52 walki powietrzne, w których strącił osobiście 17 i w grupie 5 samolotów wroga. Po wojnie był instruktorem w Głównym Zarządzie Przysposobienia Bojowego Sił Powietrznych Armii Czerwonej. Zginął w wypadku lotniczym podczas wykonywania obowiązków służbowych. Został pochowany na Cmentarzu Wagańkowskim.

## Odznaczenia
- Złota Gwiazda Bohatera Związku Radzieckiego (18 sierpnia 1945)
- Order Lenina (18 sierpnia 1945)
- Order Czerwonego Sztandaru (trzykrotnie, 30 marca 1942, 26 sierpnia 1942 i 6 kwietnia 1945)

I medale ZSRR oraz chiński order.